# Galeria Szalom
Galeria Szalom – galeria mieszcząca się w zabytkowej kamienicy przy ul. Józefa 16, zwanej „Domem Aktora”, w Krakowie.

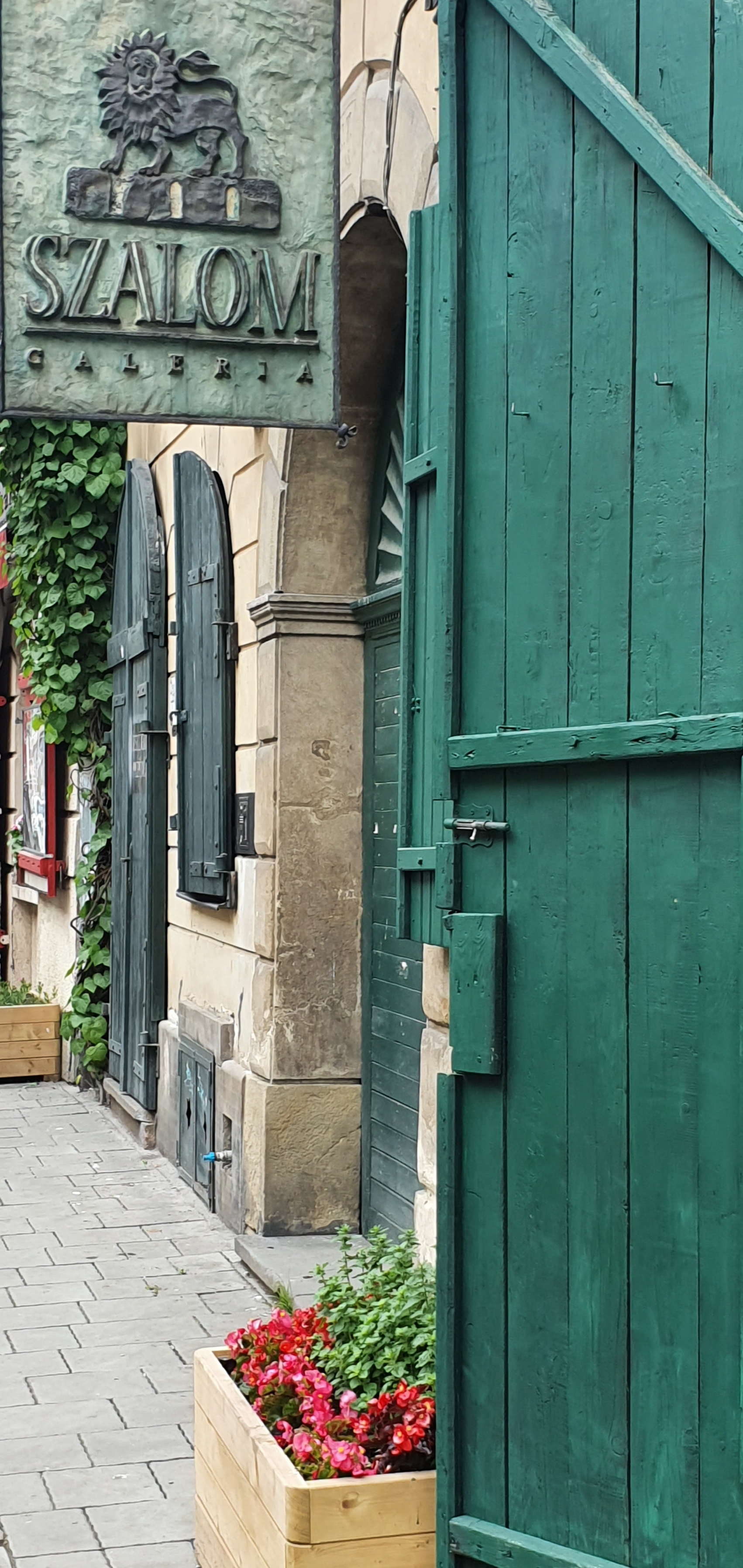
Galeria Szalom, ul. Józefa 16

Galeria istnieje od 1994 roku, organizuje wernisaże, koncerty, plenerowe spektakle, bierze czynny udział w corocznym Festiwalu Kultury Żydowskiej. Gromadzi prace wystawiających w niej artystów, m.in. Andrzeja, Jacka i Anny Sieków, prof. Ewy Kutermak-Madej, Kazimierza Madeja, Witolda Abako, Marka Piechowskiego, Ewy Preisner, Andrzeja Folfasa, Dariusza Milińskiego, Małgorzaty Górnisiewicz, Jana Kantego Pawluśkiewicza, Łucji Kłańskiej-Kanarek, Teresy Świeży-Klimeckiej, Itamara Siani (Izrael), Sylwii Jurkiewicz-Kokot (Kalisz), prof. Antoniego Chrzanowskiego, prof. Jerzego Skarżyńskiego, Sebastiana Kudasa, Marka Wróbla (Gdańsk), Jana Miśka (Gdańsk), Hanny Rojkowskiej, Iriny Niemirowskiej, ceramika Małgorzaty Olkuskiej, Małgorzaty Swolkień, Eugeniusza Molskiego oraz Adi Adela Aronow (Izrael).
Galeria Szalom przekazuje kulturę żydowską, prezentuje ocalałe judaica, przedmioty i malarstwo artystów zafascynowanych życiem krakowskich Żydów. Galeria promując artystów i ich sztukę oraz miejsce, w jakim się znajduje, na stałe wkomponowała się w pejzaż krakowskiego Kazimierza.